# Штокманово гасно поље
73° N 44° E / 73° С; 44° И
Штокманово гасно поље (рус. Штокмановское газовое месторождение) једно је од највећих лежишта природног гаса на свету. Налази се испод површине Баренцовог мора, односно у делу његове акваторије која административно припада Русији и део је Тиманско−печорског басена. Локалитет је име добио по руском океанографу и геофизичару Владимиру Штокману.
Откривено је током истраживања 1981. године, а према проценама на том подручју се налази око 3,94 трилиона м3 гаса и око 56 милиона тона гасног кондензата. Локалитет се налази под управом руског државног енергетског гиганта Гаспрома. Комерцијална експлоатација гаса са овог локалитета започела је током 2015. године. 
Лежишта гаса налазе се у центраном делу шелфа руског дела акваторије Баренцовог мора, на око 550 km североисточно од града Мурманска. Најближе копно налази се на око 300 km источније и реч је о западним обалама архипелага Нова Земља. Дубина мора на том подручју варира од 320 до 340 метара. Највећи део резерви гаса у овом лежишту потиче из периода горње јуре (малм).